# Prix Camille-Blaisot
Le prix Camille-Blaisot est une course hippique de trot monté qui se déroule au mois de janvier sur l'hippodrome de Vincennes à Paris.
C'est une course de Groupe II réservée aux chevaux de 5 ans, hongres exclus, ayant gagné au moins 32 000 €
Elle se court sur la distance de 2 175 mètres sur la grande piste (2 850 mètres jusqu'en 2021). L'allocation est de 120 000 €, dont 54 000 € pour le vainqueur.
Ce prix honore la mémoire de Camille Blaisot (1881-1945), député du Calvados, investi dans la cause hippique à l'Assemblée nationale, mort en déportation. Créée en 1948, la course remplace alors dans le calendrier le prix de Provence, un peu moins bien doté et ouvert à des chevaux pouvant être moitié moins riches.

## Palmarès depuis 1978
| Année | Vainqueur          | Père               | Jockey                   | Entraîneur              | Réd.km |
| ----- | ------------------ | ------------------ | ------------------------ | ----------------------- | ------ |
| 2025  | Kyt Kat            | Booster Winner     | Mathieu Mottier          | Thomas Levesque         | 1'11"5 |
| 2024  | Jean Balthazar     | Alto de Viette     | Benjamin Rochard         | Pascal Castel           | 1'10"6 |
| 2023  | Ina du Rib         | Uhlan du Val       | Jean-Loïc-Claude Dersoir | Joël Hallais            | 1'11"7 |
| 2022  | Héra de Banville   | Goetmals Wood      | Camille Levesque         | Thomas Levesque         | 1'11"8 |
| 2021  | Good Luck Quick    | Un Mec d'Héripré   | Mathieu Mottier          | Maik Esper              | 1'12"8 |
| 2020  | Flicka de Blary    | Sam Bourbon        | Camille Levesque         | Thomas Levesque         | 1'14"1 |
| 2019  | Evangelina Blue    | Speedy Blue        | Mathieu Mottier          | Jean-Philippe Mary      | 1'13"8 |
| 2018  | Dexter Fromentro   | Qwerty             | Camille Levesque         | Thomas Levesque         | 1'14"4 |
| 2017  | Canadien d'Am      | Ready Cash         | Mathieu Mottier          | Franck Leblanc          | 1'14"1 |
| 2016  | Bilibili           | Niky               | Alexandre Abrivard       | Laurent-Claude Abrivard | 1'14"6 |
| 2015  | Amazone du Dollar  | Ni Ho Ped d'Ombrée | Pierre-Yves Verva        | Sylvain Roger           | 1'15"3 |
| 2014  | Vision Intense     | Prodigious         | Nathalie Henry           | Philippe Moulin         | 1'15"4 |
| 2013  | Ugo de Nieul       | Cygnus d'Odyssée   | Romain Derieux           | Romain Derieux          | 1'14"5 |
| 2012  | Tango Quick        | Hasting            | Franck Nivard            | Franck Leblanc          | 1'13"8 |
| 2011  | Saphir d'Haufor    | Jag de Bellouet    | Damien Bonne             | Christian Bigeon        | 1'15"6 |
| 2010  | Rombaldi           | Lulo Josselyn      | Matthieu Abrivard        | Jean-Luc Dersoir        | 1'15"4 |
| 2009  | Quiléa Jiel        | Diamant Gédé       | Matthieu Abrivard        | Jean-Luc Dersoir        | 1'15"7 |
| 2008  | Paola de Lou       | Podosis            | Matthieu Abrivard        | Laurent-Claude Abrivard | 1'14"8 |
| 2007  | Orange de Vire     | Dance Marathon     | Pierre-Yves Verva        | Cedrick Paris           | 1'15"9 |
| 2006  | Nouba Turgot       | Canada             | Éric Raffin              | Franck Anne             | 1'15"9 |
| 2005  | Milia Pierji       | Viking's Way       | Jean-Loïc-Claude Dersoir | Patrice Lebouteiller    | 1'17"2 |
| 2004  | Latinus            | Dahir de Prélong   | Jean-Loïc-Claude Dersoir | Joël Hallais            | 1'14"9 |
| 2003  | Kérido du Donjon   | Coktail Jet        | Philippe Masschaele      | Jean-Luc Janvier        | 1'17"4 |
| 2002  | Jomo du Rib        | Tarass Boulba      | Jean-Loïc-Claude Dersoir | Joël Hallais            | 1'17"7 |
| 2001  | Idéal de l'Iton    | Cygnus d'Odyssée   | Michel Lenoir            | Michel Roussel          | 1'18"4 |
| 2000  | Hibiscus du Rib    | Quiton du Coral    | Jean-Loïc-Claude Dersoir | Joël Hallais            | 1'18"4 |
| 1999  | Gagman des Rouches | Tango Barbes       | Philippe Békaert         | Yves Boireau            | 1'17"6 |
| 1998  | Fan Quick          | And Arifant        | Laurent-Claude Abrivard  | Laurent-Claude Abrivard | 1'18"3 |
| 1997  | Éclair du Pam      | Opus Dei           | Yves Dreux               | Roger Baudron           | 1'18"5 |
| 1997  | En Vrie            | Opus Dei           | Michel Lenoir            | Nicolas Roussel         | 1'18"5 |
| 1996  | Dira               | Minou du Donjon    | Jean-Michel Bazire       | Jean-Claude Rivault     | 1'19"9 |
| 1995  | Calife du Fier     | Iobarko            | Pierre-Yves Verva        | Jacky Béthouart         | 1'19"6 |
| 1994  | Bigfeu             | Feu Vert           | Jean-Loïc-Claude Dersoir | Jean de Mondesir        | 1'18"3 |
| 1993  | Anita de la Vallée | Le Loir            | Jean-Marie Monclin       | Loïc-Désiré Abrivard    | 1'17"9 |
| 1992  | Volcan des Rotours | High Echelon       | Alain Laurent            | Xavier Cavey            | 1'18"4 |
| 1991  | Uno Atout          | Istraéki           | Jean-Marie Monclin       | Paul Billon             | 1'19"3 |
| 1990  | Talassius          | Quioco             | Michel Lenoir            | Jan Kruithof            | 1'18"1 |
| 1989  | Seilhac            | Janus de Crille    | Jacques-Maurice Riaud    | Ali Hawas               | 1'17"4 |
| 1988  | Reine du Corta     | Ura                | Michel Lenoir            | Alain Roussel           | 1'20"3 |
| 1987  | Qualifié           | Hajacques de Chenu | Alain Laurent            | Marcel Nivelet          | 1'19"5 |
| 1986  | Potin d'Amour      | Chambon P          | Yves Dreux               | Jan Kruithof            | 1'20"  |
| 1985  | Odin de la Vente   | Beau Ludois L      | Philippe Gillot          | Michel Roussel          | 1'20"3 |
| 1984  | Nielle d'Alligny   | Coq Sourdin        | Jean-Marie Monclin       | Pierre-Louis Martin     | 1'19"6 |
| 1983  | Morgan du Roi      | Vigneron           | Michel-Marcel Gougeon    | Jean Lou Peupion        | 1'19"6 |
| 1982  | Lapito             | Dogan              | Pascal Békaert           | Joël Hallais            | 1'19"8 |
| 1981  | Kronos du Vivier   | Sabi Pas           | Jean-Pierre Thomain      | Jean-Yves Lécuyer       | 1'21"3 |
| 1980  | Jalinotte          | Calino             | Pascal Békaert           | Pascal Daulier          | 1'18"9 |
| 1979  | Idée Baroque       | Quirinus III       | François Brohier         | M.-R. de Folleville     | 1'20   |
| 1978  | Haut de Bellouet   | Ura                | Gérard Mascle            | Jean-René Gougeon       | 1'19"8 |
| 1977  | Gazon              | Quasipyl           | Gérard Mascle            |                         | 1'21"  |
| 1976  | Flamenco           | Fandango           | Michel-Marcel Gougeon    |                         | 1'21"7 |
| 1975  | Égyptia            | Nivôse             | Jacques-Maurice Riaud    |                         | 1'21"6 |
| 1974  | Darold II          | Harold D III       | Yves Martin              |                         | 1'21"2 |
| 1973  | Comte d'Orange     | Jour de Veine      | Jean Mary                |                         | 1'20"6 |
| 1972  | Bellino II         | Boum III           | René Fabre               |                         | 1'20"  |

## Sources
- Pour les conditions de course et les dernières années du palmarès : site de la SETF
- Pour les courses plus anciennes :
  - site trot.courses-france.com - Prix des Centaures (1980-2008)
  - archives des quotidiens  (Ouest-France, Sud-Ouest…)